# Kořenokvětka vyšší
Kořenokvětka vyšší (Aspidistra elatior), známá také jako aspidistra nebo domácí štěstí, je stálezelená rostlina z čeledi chřestovitých. Dorůstá výšky okolo 60 cm, má tuhé, sytě zelené a až půl metru dlouhé kopinaté listy. Květy jsou drobné a popelavě šedé, vnitřní strana korunních lístků je purpurově zbarvená. Vyrůstají z oddenků a drží se při zemi, odtud český název. Rostlina se množí vegetativním způsobem.
Rostlina pochází z Tchaj-wanu a souostroví Rjúkjú, odkud se rozšířila po subtropické východní Asii jako součást lesního podrostu, zejména pod stromy Castanopsis sieboldii. V Evropě byla od 19. století oblíbenou pokojovou rostlinou pro nenáročné pěstování. Dobře snáší nedostatek světla, výkyvy teploty i nepravidelnou zálivku, může se také vysazovat ven, pokud je stanoviště chráněno před prudkým sluncem a mrazy přesahujícími −5 °C. V Anglii je známa jako bar-room plant (barová rostlina), protože jí nevadí ani cigaretový kouř. George Orwell použil tuto rostlinu jako symbol středostavovské společnosti v názvu románu Bože chraň aspidistru. V českém prostředí se pro ni používaly lidové názvy ševcovská palma nebo domácí štěstí, byla častým svatebním darem jako ztělesnění houževnatosti a neokázalého, ale trvalého štěstí.